# ルクセンブルク・フィルハーモニー管弦楽団
ルクセンブルク・フィルハーモニー管弦楽団（ルクセンブルク語: Lëtzebuerger philharmoneschen Orchester, フランス語: Orchestre philharmonique du Luxembourg, ドイツ語: Philharmonisches Orchester von Luxemburg）は、ルクセンブルク市で設立されたオーケストラである。かつては「ルクセンブルク放送交響楽団」（フランス語: Grand orchestre symphonique de RTL）を名乗っていた。

## 沿革
1933年にアンリ・ペンシスを首席指揮者に据えて発足するも、1939年に政治的な理由でいったん解散した。1945年にペンシスの下で復興を果たす。1958年から1981年までルイ・ド・フロマンの元で最盛期を迎え、多くの録音を残した。1996年からルクセンブルク放送局が運営を打ち切ったが、ルクセンブルク政府がアンリ・ペンシス財団を設立させ、それを管理運営母体とし、現在の名称で存続することとなった。2015年からグスターボ・ヒメノが首席指揮者を務める。

## 歴代首席指揮者
- アンリ・ペンシス (1933年–1939年, 1946年–1958年)
- カール・メレス（1958年-1958年)[3][5]
- ルイ・ド・フロマン (1958年–1980年)[3][5]
- レオポルト・ハーガー （1981年–1996年)
- デヴィッド・シャローン（1997年–2000年）
- ブラムウェル・トーヴェイ（2002年–2006年）
- エマニュエル・クリヴィヌ (2006年–2015年)
- グスターボ・ヒメノ (2015年– )
- マーティン・ラジュナ (2026年– ) 次期首席指揮者[6]